# Liste von Filmstudios
Die Liste von Filmstudios nennt bedeutende aktive und ehemalige bzw. historische Filmstudios. Sofern eine Filmproduktionsgesellschaft auf ihrem Gelände größere Studios betreibt, kann sie mit einem entsprechenden Verweis ebenfalls gelistet werden.

## Bedeutende Filmstudios

### Deutschland

#### Aktive Studios
- Studio Babelsberg (Potsdam, 1912)

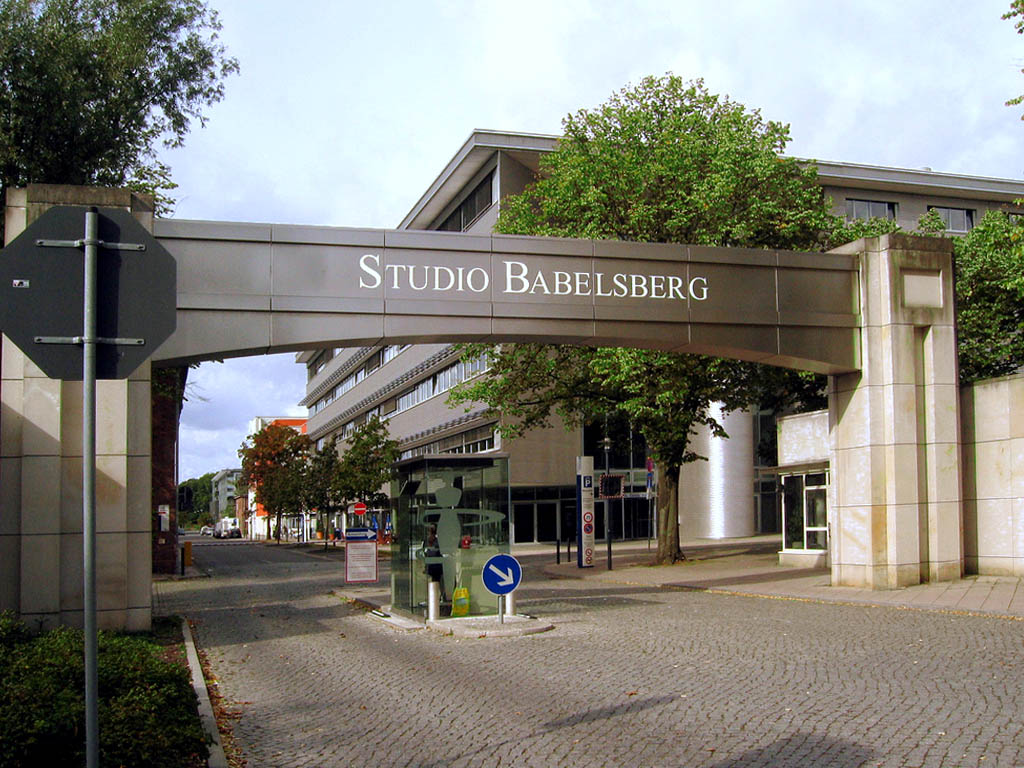
Torbogen am Haupteingang des Studios Babelsberg, 2006

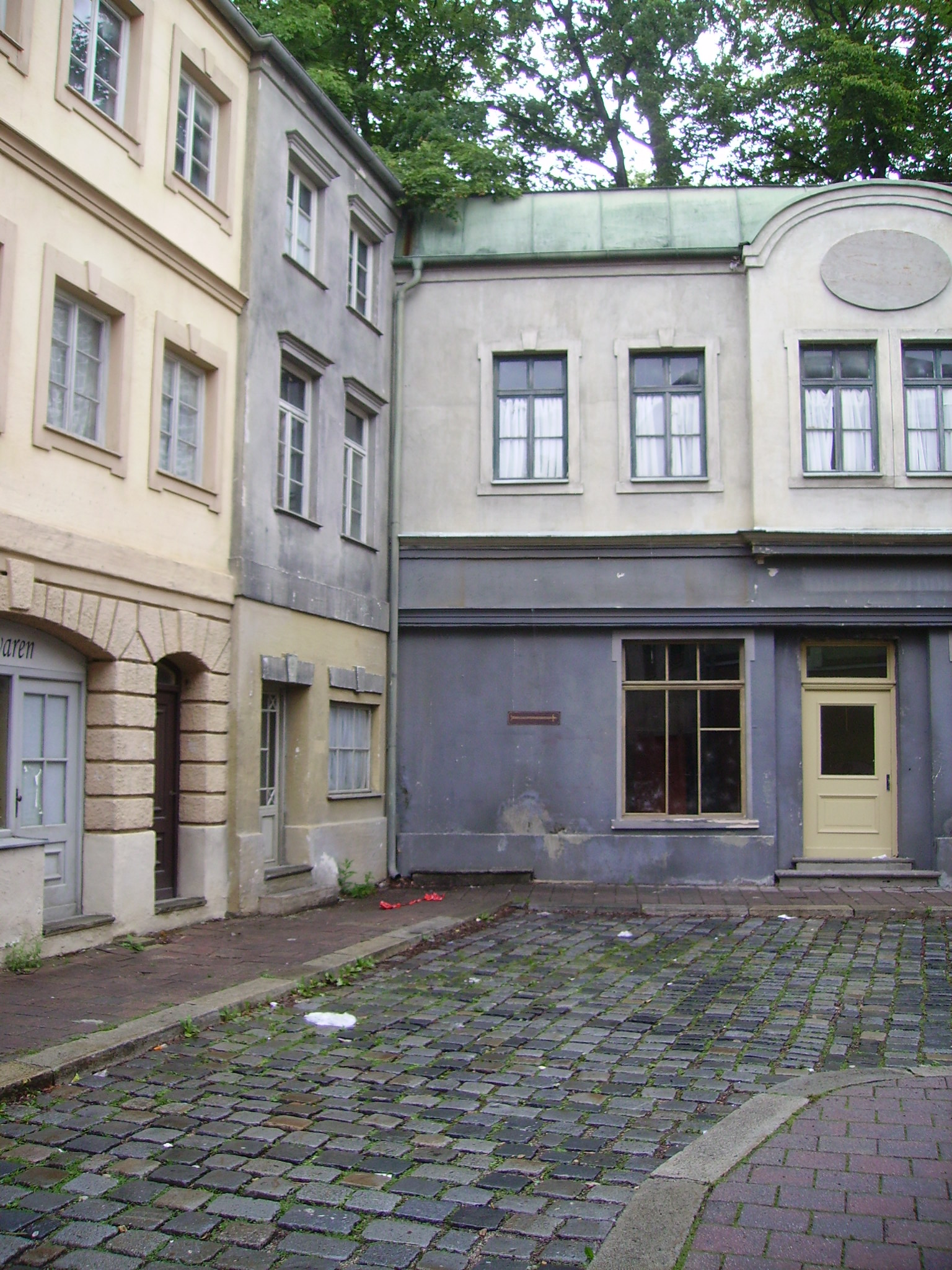
Häuserkulisse auf dem Gelände der Bavaria Film, 2008

- Bavaria Film (Geiselgasteig bei München), 1919)
- CCC-Filmkunst (CCC Filmstudios Haselhorst, Berlin, 1946)
- Studio Hamburg (in Hamburg und Berlin, 1947)
- Havelstudios, Filmateliers an der Havelchaussee (Berlin 1954)
- voss tv ateliers (Düsseldorf, 1979)
- TVN Group (in Hannover, Hamburg und Frankfurt am Main, 1983)
- MMC Studios (Köln, 1991)
- nobeo Studios (Hürth bei Köln, 1994)
- Medienparks NRW (Hürth, ehemals MMC Studios Campus Hürth)
- Park Studios (vormals Althoff-Atelier), Potsdam (1997)
- Studio Berlin Adlershof (in Berlin und Hamburg, 1998)
- Westside Studios Frankfurt[1] (Frankfurt am Main, 2007)
- Das KinderMedienZentrum (Erfurt, 2007)
- Nivre Film & Studio[2] (Weimar, 2012)
- Hangar Filmstudio (Berlin, 2016)
- Ludwig Studio Berlin[3] (Berlin, 2021)
- HerbX Film (Geiselgasteig bei München

#### Historische Studios
Berlin
- Arca-Atelier, Pichelsberg, Havelchaussee 161
- B.B.-Atelier, Steglitz, Berlinickestraße 11
- Bioskop-Atelier, Chausseestraße 123
- C.C.C.-Atelier, Spandau, Verlängerte Daumstraße 16 (heute CCC-Filmkunst)
- Duskes-Atelier, Blücherstraße 12
- EFA-Atelier, Cicerostraße 2–6
- Eiko-Atelier, Berlin-Marienfelde, Straße 94 / Wilhelm-von-Siemens-Str. 46–47
- Fern-Andra-Atelier, Chausseestraße 42, Aufgang I
- Froelich-Atelier, Berlin-Tempelhof, Borussiastr. 45–49
- Grunewald-Atelier, Am Königsweg 1 (später: 148)
- Havelstudios, Havelchaussee 161 (ehemalig: Arca Filmateliers, VTTV, u. a.) → Abschnitt Havelstudios im Artikel Stößensee
- Ifa-Atelier, Schloss Schönholz bei Berlin-Pankow

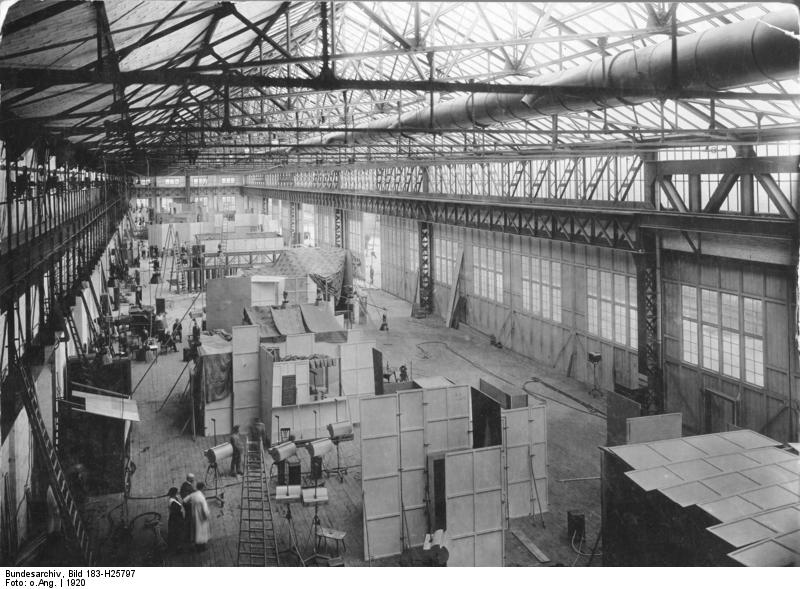
Das Jofa-Atelier in Berlin-Johannisthal, 1920

- Jofa-Atelier, Johannisthal, Am Flughafen 6 (heute Synchronstudio)
- Lixie-Atelier, Weißensee, Franz-Josef-Straße 9–12 (heute Liebermannstraße)
- May-Atelier, Weißensee, Franz-Josef-Straße 5–7 (heute Liebermannstraße)
- Messter-Atelier, Blücherstraße 32 (1911–1917)

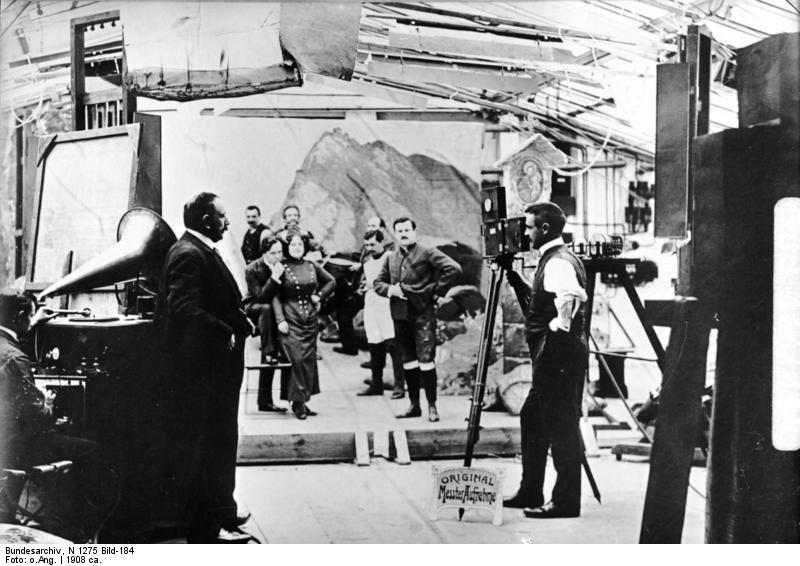
Messter-Studio Berlin, Friedrichstraße 123 bei einer Ton-Bild-Aufnahme ca. 1908

- Muto-Atelier, Lankwitz, Zietenstr. 10
- Mutoskop-Atelier, Markgrafenstraße 94 (später 77)
- Rauhe Berge, Steglitz (Südende)
- Rex-Atelier, Wedding, Sellerstraße 35, Ecke Müllerstr. 182–183
- Staaken, Filmwerke Staaken, Flughafen
- Treumann-Larsen-Atelier, Lankwitz, Am Teltow-Kanal / Kaiser-Wilhelm-Str. 131–139
- Ufa-Tempelhof, Tempelhof, Oberlandstraße 26–35 (heute Bufa-Ateliers)
- Vitascope-Atelier, Lindenstraße 32–34
- Woltersdorf, bei Erkner, Rüdersdorfer Chaussee
- Zoo-Atelier, Hardenbergstraße 29 a–e (Filmatelier am Zoo)

Außerhalb Berlins

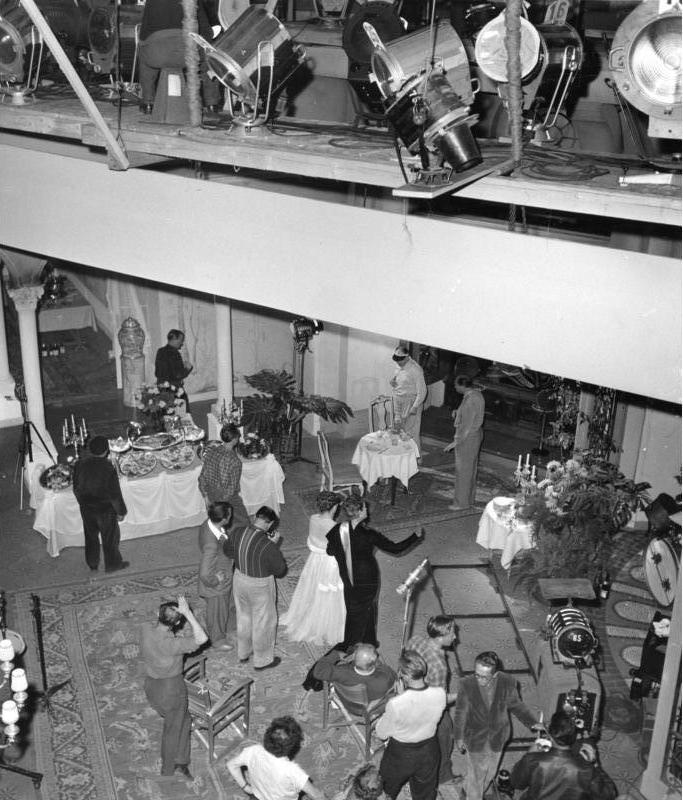
Dreharbeiten im Filmatelier Göttingen, 1953

- Althoff-Atelier, Babelsberg, Wilhelmstraße 116–118 (seit 1997 Park Studios)
- Ateliers Neubabelsberg, Stahnsdorfer Str. 99–101 (später DEFA Studio für Spielfilme Babelsberg, seit 1992 Studio Babelsberg)
- Filmatelier Göttingen
- Taunus-Film, Wiesbaden
- Filmstudio Bendestorf

### Österreich

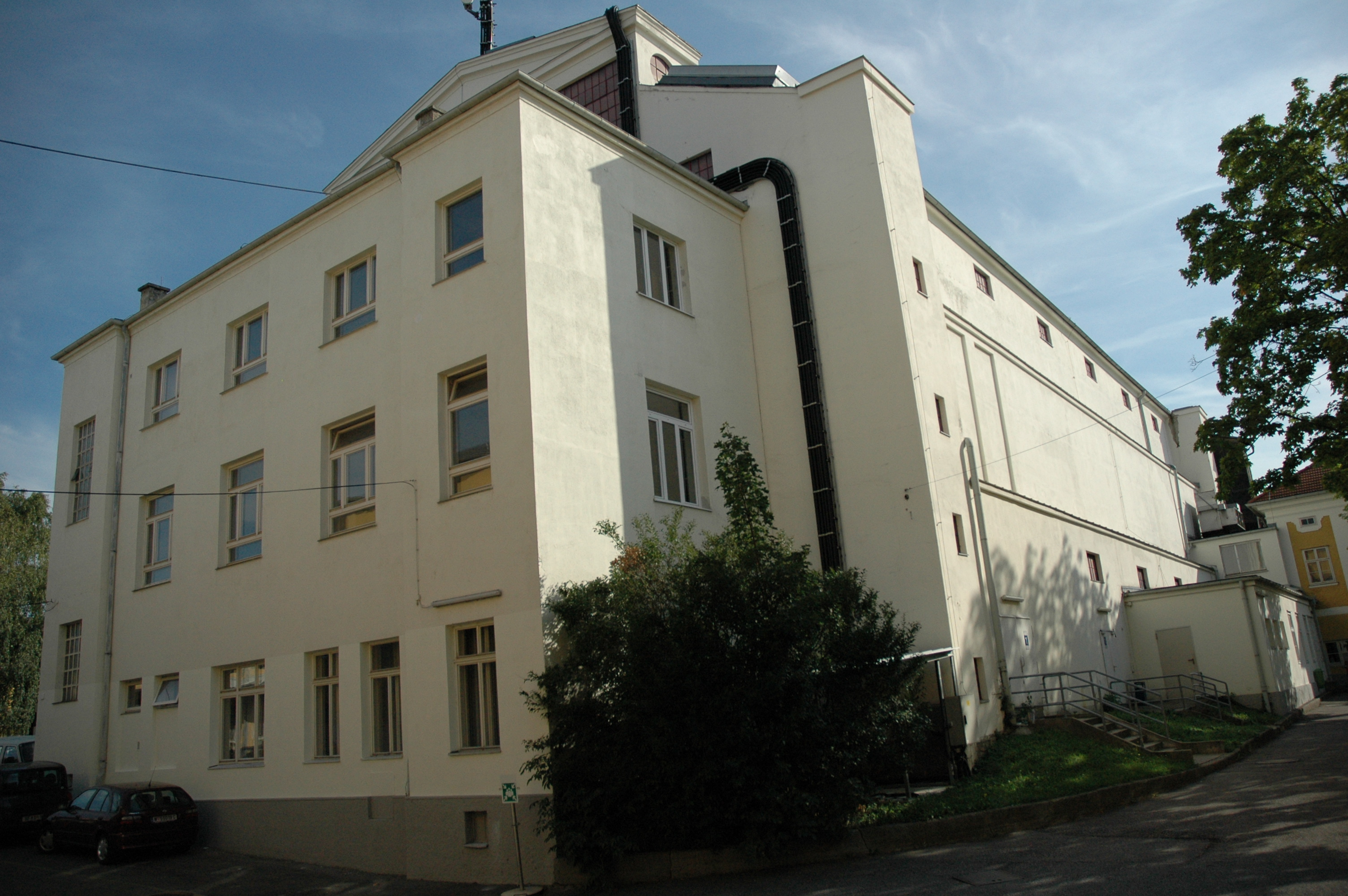
Halle 1 der Rosenhügel-Filmstudios Wien, 2007

- GrandurFilmStudio (Klagenfurt am Wörthersee, seit 2011; aktiv)[4]
- Filmstudios Sievering (Wien, 1916; Sascha-Film, später Wien-Film; historisch)
- Filmstudios Schönbrunn (Wien, um 1918/1919, später Wien-Film bzw. ORF; historisch)
- Studios der Salzburger Kunstfilm (Salzburg-Maxglan, 1921; in landwirtschaftlichen Gebäuden der Stiegl-Brauerei eingerichtet; historisch)
- Rosenhügel-Filmstudios (Wien, 1923; von Vita-Film errichtet, später im Besitz der Sascha-Film, dann Wien-Film und später im Besitz der Filmstadt Wien Studio GesmbH; teilweise historisch)
- AFA Graz-Thalerhof (1947–1954, historisch)
- Atelier im 6. Wiener Gemeindebezirk (Listo-Film; historisch?)
- Glasatelier Hohe Warte (Wien, um 1920; Dreamland Film Company; historisch)
- AVbaby Mediastudios (Graz, Steiermark)[5]
- hq7 Studios Wien (Wien-Simmering, errichtet von der Stadt Wien und dem Hafen Wien, ab Herbst 2024 aktiv)[6]

### Italien
- Cinecittà
- Elios-Studios
- Laurentiis-Studios

### Kroatien
- Jadran Film

### Schweiz
- Filmstudios Glattfelden (Glattfelden, 1999)
- Blowup-Studio Zürich

### Vereinigtes Königreich
- Pinewood Studios
- Shepperton Studios
- Warner Bros. Studios, Leavesden

### Tschechien
- 1921: AB Filmstudio Vinohrady Prag
- 1926: na Kavalírce
- 1933: Filmstudios Barrandov, Prag
- 1934: Filmstudios Hostivař, Prag
- 1937: Radlice

### Slowakei
- 1949: Filmstudios Koliba, Bratislava

### Portugal
- Lisboa Filmes, Lissabon

### Indien
- Ramoji Film City (Hyderabad)
- Yash Raj Films

### Japan
- Tōhō (Japan)

### Marokko
- Atlas Corporation Studios

### Kanada

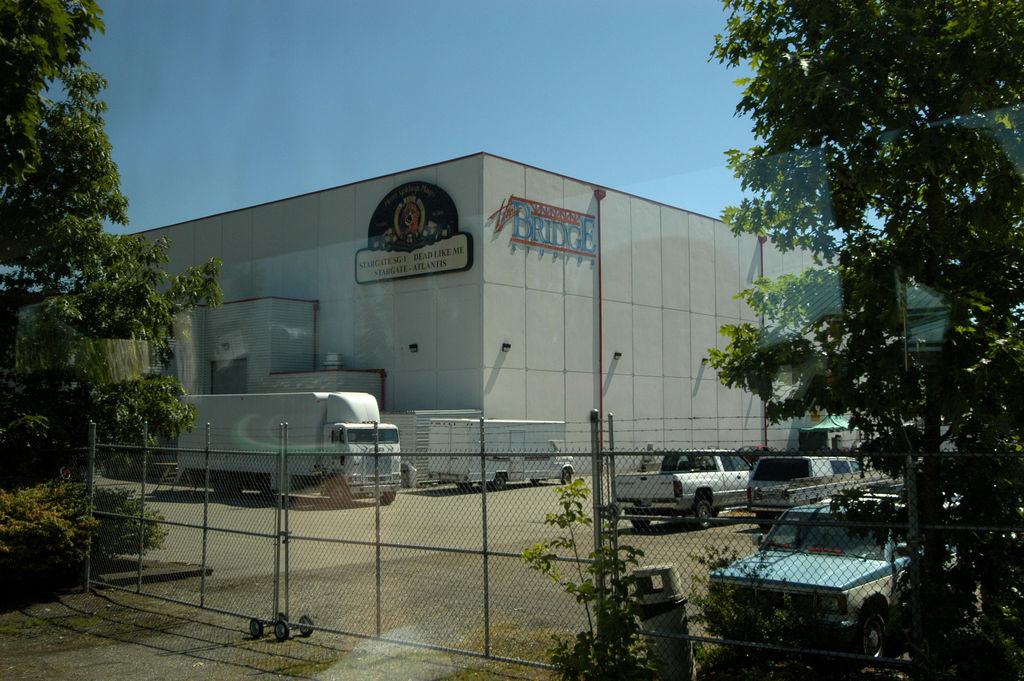
Bridge Studios in Vancouver

- Bridge Studios
- Canadian Motion Picture Park
- North Shore Studios
- Vancouver Film Studios
- Pinewood Toronto Studios

### Lettland
- Kinostudio Riga

### Russland
- Mosfilm-Studios
- Lenfilm-Studios

### Vereinigte Staaten
- Silvercup Studios
- Universal Pictures
- 20th Century Fox
- Paramount Studios
- Warner Bros.
- Hollywood Pictures
- Metro-Goldwyn-Mayer (MGM)
- Lucasfilm
- Miramax
- Touchstone
- The Walt Disney Company
- Pixar Animation Studios
- Legendary Entertainment
- Marvel Studios
- Columbia Pictures